# Fabienne Dongus
Fabienne Dongus (* 11. Mai 1994 in Böblingen) ist eine deutsche Fußballspielerin, die für den Zweitligisten VfB Stuttgart spielt. Sie ist die Zwillingsschwester von Tamar Dongus.

## Karriere

### Vereine
Fabienne Dongus begann beim SV Deckenpfronn mit dem Fußballspielen und wechselte 2006 in die Jugendabteilung des VfL Sindelfingen. Mit den B-Juniorinnen Sindelfingens wurde sie 2011 nach einer Finalniederlage gegen Turbine Potsdam deutscher Vizemeister. Am 15. August 2010 wurde sie beim 3:0-Sieg gegen die TSG 1899 Hoffenheim erstmals in der ersten Mannschaft in der 2. Bundesliga Süd eingesetzt. 2011/12 gelang ihr mit Sindelfingen der Aufstieg in die Bundesliga. In der höchsten deutschen Spielklasse debütierte sie am 2. September 2012 bei der 1:9-Auswärtsniederlage gegen Turbine Potsdam und erzielte am 14. April 2013 beim 3:1-Sieg gegen den SC 07 Bad Neuenahr ihr erstes Bundesligator. Am 2. Januar 2014 gewann sie die Ortsmeisterschaften in Weil im Schönbuch.
Zur Saison 2013/14 wechselte Fabienne Dongus gemeinsam mit ihrer Schwester zum Bundesligaaufsteiger TSG 1899 Hoffenheim, Ab der Saison 2020/2021 war Dongus Spielführerin ihrer Mannschaft. In derselben Saison erreichte sie gemeinsam mit der TSG Hoffenheim zum ersten Mal die Qualifikation zur UEFA Women’s Champions League.
Zur Saison 2025/26 wurde sie vom Zweitligisten VfB Stuttgart verpflichtet.

### Nationalmannschaft
Dongus nahm im Juli 2010 mit der U16-Nationalmannschaft am Nordic Cup teil, wo die Mannschaft nach einer Finalniederlage gegen die USA Platz zwei erreichte. Mit den U17-Juniorinnen qualifizierte sie sich 2011 für die Europameisterschaft in Nyon. Dort kam sie sowohl beim im Elfmeterschießen verlorenen Halbfinale gegen Frankreich als auch im mit 8:2 gegen Island gewonnenen Spiel um Platz 3 zum Einsatz. Am 28. Februar 2012 spielte Dongus erstmals für die U19-Nationalelf und qualifizierte sich mit ihr 2013 für die EM-Endrunde in Wales. Im April 2021 kam sie beim 5:2-Erfolg in Wiesbaden gegen Australien zu ihrem ersten Einsatz in der A-Nationalmannschaft.

## Erfolge
- Dritte der U-17-Europameisterschaft 2011
- Deutsche B-Junioren Vizemeisterin 2011
- Bundesligaaufstieg 2011/12 mit dem VfL Sindelfingen